# آسینیوس پولیو

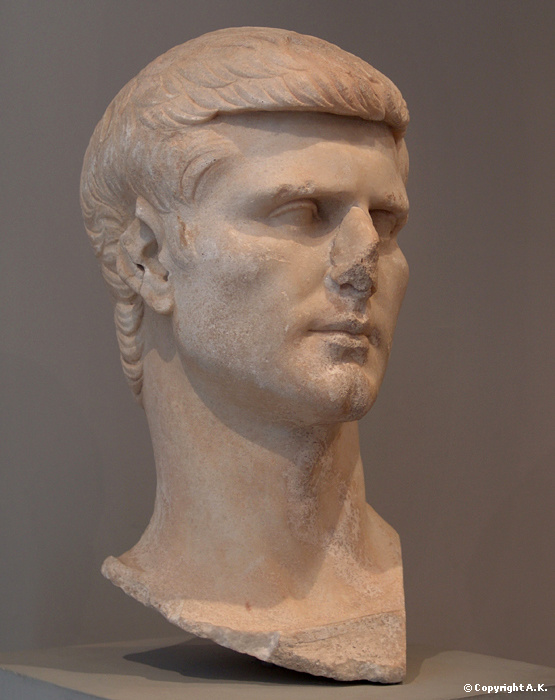
سردیس آسینیوس پولیو، نویسنده و مورخ رومی

آسینیوس پولیو (به لاتین: Gaius Asinius Pollio) نویسنده و مورخ رومی، ناقد و حامی ادبیات بود که در سال ۷۶ در روم زاده شد و در ۴ یا ۵ م در توسکولوم در نزدیکی روم درگذشت. او نخستین کتاب‌خانهٴ عمومی روم را در ۳۷ ق م در آتریوم لیبرتاتیس بنیان نهاد. او ویرژیل، هوراس و نویسندگان دیگری را حمایت کرد، و شجاعانه به نقد آثار سیسرون، سزار، سالوست و لیویوس پرداخت.